# Skilsnäs
Skilsnäs este o arie protejată (arie specială de conservare — SAC, sit de importanță comunitară — SCI) din Suedia întinsă pe o suprafață de 27,7 ha, integral pe uscat.

## Localizare
Centrul sitului Skilsnäs este situat la coordonatele 57°02′38″N 14°05′27″E / 57.0438°N 14.0907°E.

## Înființare
Situl Skilsnäs a fost declarat sit de importanță comunitară în ianuarie 1997 pentru a proteja 1 specie de plante. Situl a fost protejat și ca arie specială de conservare în martie 2011.

## Biodiversitate
Situată în ecoregiunea boreală, aria protejată conține 1 habitat natural: Păduri de fag Luzulo-Fagetum.
La baza desemnării sitului se află o specie protejată de  plante: Dichelyma capillaceum.